# Turystyka w Andorze

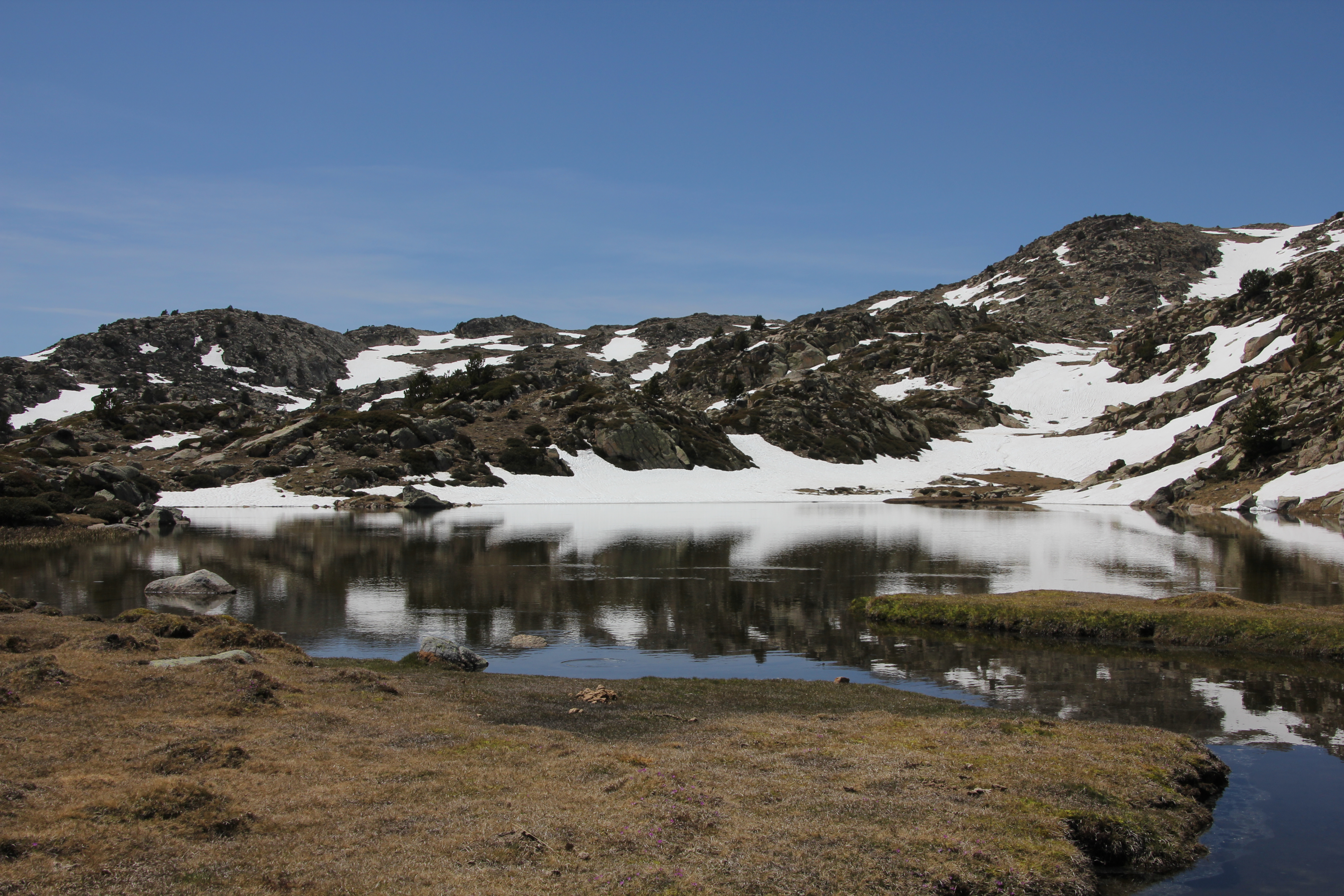
Madriu-Perafita-Claror

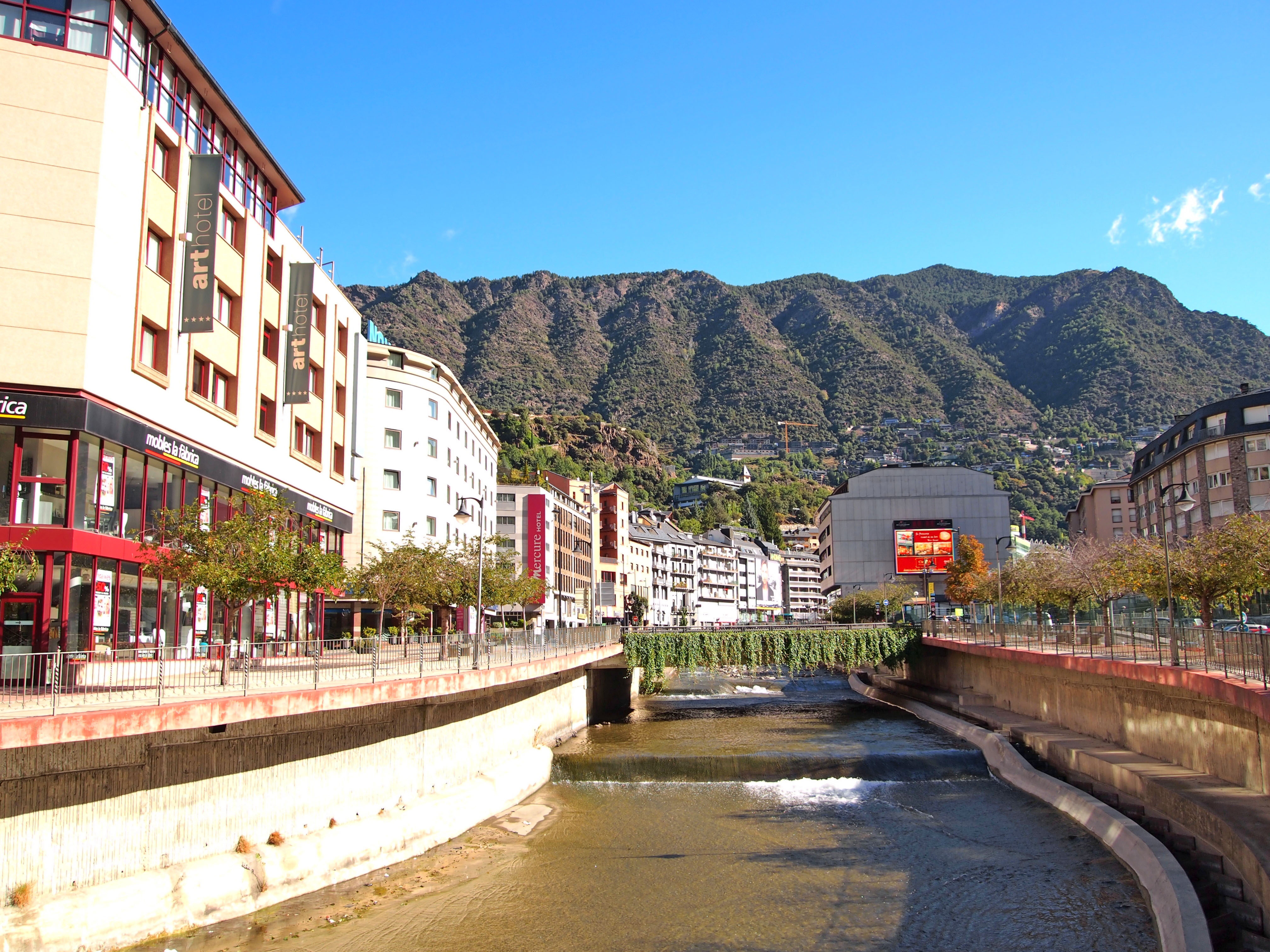
Andorra la Vella

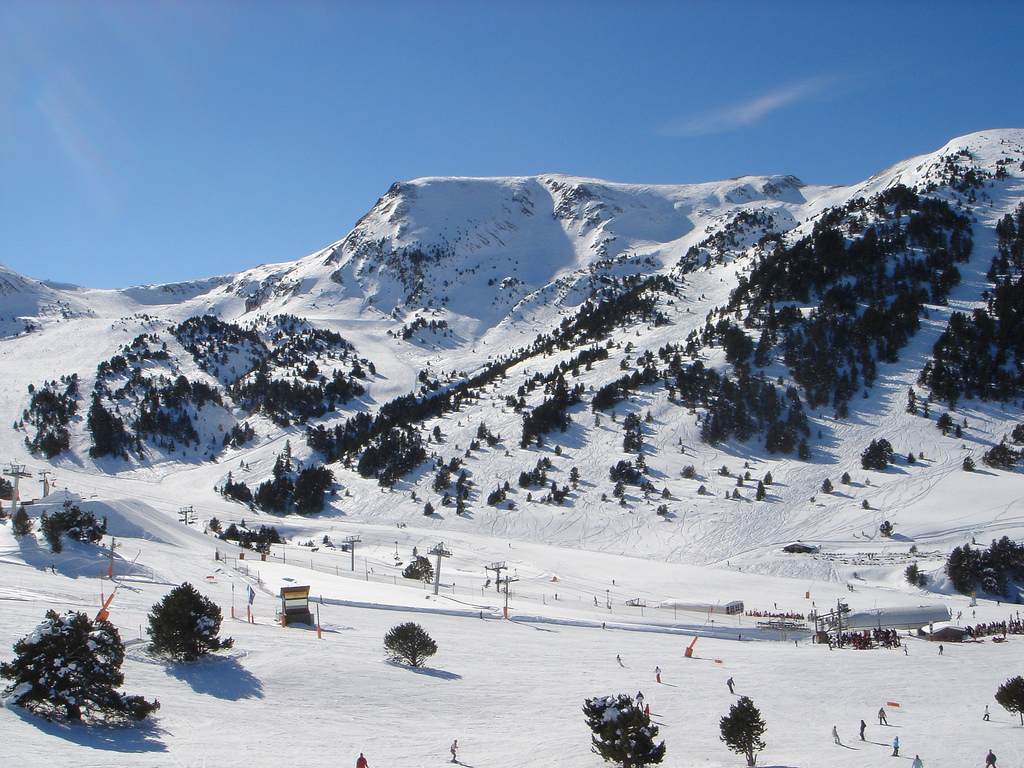
Grandvalira

Turystyka w Andorze jest jednym z głównych źródeł dochodu tego państwa.
Andora to państwo śródlądowe, położone w Pirenejach, jest to kraj górzysty poprzecinany wąskimi dolinami. Średnia wysokość państwa to 1996 m, najwyższym szczytem jest Pic de Coma Pedrosa. Od 1975 roku księstwo jest członkiem Światowej Organizacji Turystyki. Przez terytorium Andory nie przebiega żadna linia kolejowa, nie znajduje się tam też ani jedno lotnisko. Długość sieci dróg w 2019 roku wyniosła 320 km. Linie autobusowe łączą wszystkie miasta oraz kurorty górskie.
W 2018 roku Andorę odwiedziło 8,33 miliona turystów, głównie z Hiszpanii i Francji. Według danych z 2019 roku, księstwo zajmowało 52. miejsce pod względem liczby turystów oraz pierwsze pod względem liczby turystów na 1 mieszkańca. W 2019 roku na terytorium państwa znajdowało się niespełna 3 000 obiektów noclegowych, w tym 173 hotele.
W Księstwie ma swoją siedzibę kilkanaście muzeów. W 2018 roku odwiedziło je łącznie 194 456 osób. Najczęściej odwiedzane były Casa de la Vall, Museu del Tabac i Museu Carmen Thyssen. W państwie znajduje się ponad 40 romańskich kościołów, spośród których jednym z ważniejszych jest sanktuarium w Meritxell, położone na Szlaku Maryjnym, łączącym obiekty sakralne w Hiszpanii, Andorze i Francji. Sanktuarium jest poświęcone Matce Boskiej z Meritxell, patronce kraju, na cześć której 8 września obchodzone jest święto państwowe, będące dniem wolnym od pracy. W stolicy kraju można wyróżnić zabytkową dzielnicę Barri Antic.
W Escaldes-Engordany znajduje się Caldea, największe spa i termy w południowej Europie. W pirenejskim państwie znajduje się jeden obiekt z listy światowego dziedzictwa UNESCO – dolina Madriu-Perafita-Claror. Andora jest także celem turystyki narciarskiej – znajdują się tam trzy ośrodki narciarskie: Grandvalira, Vallnord i Naturlandia. Łączna długość tras wynosi 318 km. Ponadto w księstwie wyznaczono dwa obszary chronionego krajobrazu: dolina Sorteny oraz Comapedrosa, 21 szlaków rowerowych i ponad 200 górskich.
Andora jest też odwiedzana ze względu na niskie podatki i obecność sklepów bezcłowych, głównie z alkoholem, perfumami i elektroniką. Wraz z emisją znaczków pocztowych, turystyka stanowi ok. 80–90% dochodów państwa.